# Neotrichia edalis
Neotrichia edalis är en nattsländeart som beskrevs av Ross 1941. Neotrichia edalis ingår i släktet Neotrichia och familjen smånattsländor. Inga underarter finns listade i Catalogue of Life.